# 中加里曼丹省
中加里曼丹是印尼在婆羅洲島加里曼丹地區的五個省份之一。首府是帕朗卡拉亞，中加里曼丹面積153,564平方公里。中加里曼丹于2018年的人口2,300,000。

## 地理

### 周圍地區
位于婆羅洲島中南部地區
- 東南部接壤南加里曼丹省
- 南濱爪哇海。
- 西北部接壤西加里曼丹省。
- 北與東北相連東加里曼丹省。

### 地形
西北有山脈，中部與南部是沖積平原，南部部份地區為沼澤地帶。

### 山脈
西北山脈有斯赫瓦納山脈和馬勒山脈，二山脈平行延伸：
1. 馬勒山脈：有一支脈沿北部邊界延伸。
2. 斯赫瓦納山脈：最高峰為拉亞山（英文：Raya），海拔2,278公尺。

### 河流
有卡普阿斯河、桑皮特河（Sampit）、Pembuang河、Aiut河和拉曼道（Lamandau）等河流

### 交通
首府帕朗卡拉亞及桑皮特鎮有航空運輸，但其他地方交通極為不便，有些內陸地區完全依賴河運對外聯係，但許多河流的流量受季節影響，極不穩定，影響交通。有一條已經年久失修，從帕朗卡拉亞到Tangkiling的高速公路，是1960年前蘇聯幫印尼修建的。

### 經濟
中加里曼丹是全印尼經濟極不發達的地區之一，這是由于南部有大片沼澤地，以及當地交通困難。
中加里曼丹的經濟以農業為主，農作物有稻米、松香、花生、大豆、藤條、野生橡膠、蜂蠟、玉米、甘薯和木薯。
有小規模工業，如林木業、碾米、磨麵、木材加工業。製造業有造小型船只、紡織品、和製作念珠。

## 暴亂事件
在2001年約2月18日到4月9日這一段時期內，中加里曼丹發生了土生土長的達雅族與外來的馬都拉族之間的血腥種族衝突。請參看2001年中加里曼丹種族衝突事件。